# Халфин, Нафтула Аронович
Нафту́ла Аро́нович Ха́лфин (1921—1987) — советский историк, доктор исторических наук, профессор, директор Центрального государственного исторического архива УзССР, преподаватель Среднеазиатского гос. университета, научный сотрудник Института истории и археологии Академии наук УзССР, научный сотрудник Института востоковедения АН СССР.

## Биография
Нафтула Аронович Халфин родился в Киеве в 1921 году. Учился на филологическом факультете Киевского университета, окончил Северо-Осетинский пединститут. Историческое образование получил в Томском университете на курсах по архивному делу.
C 1945 года по 1956 год Н. А. Халфин был директором Центрального государственного исторического архива УзССР и преподавал в Среднеазиатском государственном университете, работая одновременно и в Институте истории и археологии Академии наук УзССР.
С 1956 года Н. А. Халфин стал работать сотрудником Института востоковедения АН СССР, где после защиты им докторской диссертации возглавил группу по изучению Средней Азии.
Был заведующим сектором Отдела историко-культурных взаимоотношений советского и зарубежного Востока Института востоковедения АН СССР, руководителем редколлегии книжной серии «Азия и Африка в источниках и материалах». Н. А. Халфин — автор многих монографий и научных статей по истории международных отношений в Средней и Центральной Азии в XIX — начале XX века, англо-русскому соперничеству на Востоке, англо-афганских войн и т. д., а также жизни и деятельности российских и британских дипломатов и востоковедов, знаток и публикатор архивных документов.
Н. А. Халфин является автором более 150 научных публикаций, в том числе 20 монографий.
Основное направление его исследований — история присоединения Средней Азии к России и английская колониальная политика на Среднем Востоке.
Из его работ можно отметить такие, как:
- «Провал британской агрессии в Афганистане» (М., 1959),
- «Присоединение Средней Азии к России» (М., 1965),
- «Россия и ханства Средней Азии. Первая половина XIX в.» (М., 1974),
- «Н. В. Ханыков — востоковед и дипломат» (в соавторстве с Е. Ф. Рассадиной, М., 1977);
- трилогия-историческое повествование:
  - «Возмездие ожидает в Джагдалаке» (М., 1973),
  - «Победные трубы Майванда» (М., 1980),
  - «Заря свободы над Кабулом» (М., 1985).